# Made
Made (conocida como Crimen desorganizado en España) es una película estadounidense de comedia criminal de 2001, escrita, coproducida y dirigida por Jon Favreau. Está protagonizada por Favreau y Vince Vaughn como dos amigos de toda la vida y boxeadores amateur que se ven envueltos en una trama de lavado de dinero perteneciente a un grupo del crimen organizado. Fue el primer largometraje de Favreau como director y el debut como actor de Sean Combs.
Con un costo de producción de cinco millones de dólares, la película recaudó 5 480 653 dólares en la taquilla. Al ser una comedia protagonizada por Favreau y Vaughn, algunos críticos la compararon con Swingers (1996), elogiaron la química del dúo y destacaron la actuación de Vaughn. El título del filme deriva del término «Made man».

## Trama
Bobby tiene vínculos con el jefe de la mafia local, Max, pero trabaja como un albañil honesto para los proyectos de construcción de Max. Pelea en combates de boxeo amateur de forma paralela, pero su carrera es mediocre (cinco victorias, cinco derrotas, un empate). Bobby, que lucha por mantener a su novia stripper Jessica y a la hija de esta, Chloe, decide hacer un trabajo como mafioso para Max. En contra de su buen juicio, trae consigo a su amigo Ricky, que no le está yendo bien.
Bobby y Ricky van a Nueva York para actuar como representantes de Max en un acuerdo de lavado de dinero con su socio de la Costa Este, Ruiz. Conocen a Jimmy, que será su conductor, y a Horrace, que está conectado tanto con Max como con Ruiz. Ricky y Bobby se pelean durante su viaje: mientras Ricky intenta vivir a lo grande, Bobby quiere ser cauteloso y seguir al pie de la letra las instrucciones de Max. Ruiz tiene una mala opinión del dúo, pero los envía a hacerle pasar un buen rato a su contacto criminal, «el galés». Metiendo la pata varias veces a lo largo del camino, finalmente logran llegar a un acuerdo entre Ruiz y los contactos Westie del galés.
Ricky comienza a sospechar de Ruiz e insiste en que lleven un arma a su reunión con los Westies. Bobby se niega rotundamente. El día de la reunión, Ricky no aparece, pero Jimmy insiste en que Bobby continúe con la reunión. Cuando Bobby comienza a sospechar de Jimmy, se reúne con el galés y los Westies. Los Westies traicionan a Bobby y al galés, pero Ricky llega por una entrada lateral con una pistola. Un Westie reconoce el arma de Ricky como una pistola de fogueo y estalla una pelea. Jimmy llega con una pistola real y se ocupa de los Westies.
De regreso en Los Ángeles, Bobby corta todos los vínculos de negocios con Max. Al llegar a casa, descubre a Jessica en la cama con un cliente y esnifando cocaína. Bobby intenta convencer a Jessica de que se arregle por el bien de Chloe, pero Jessica se niega. En cambio, le pide a Bobby que tome la custodia de Chloe y se vaya. En un epílogo ambientado en Chuck E. Cheese's, nos enteramos de que Bobby y Ricky ahora están criando a Chloe juntos, aunque los dos amigos todavía discuten constantemente.

## Reparto
- Jon Favreau: Bobby Ricigliano
- Vince Vaughn: Ricky Slade
- Peter Falk: Max Reuben
- Famke Janssen: Jessica
- Sean Combs: Ruiz
- Faizon Love: Horrace
- Vincent Pastore: Jimmy
- David O'Hara: el galés
- Makenzie Vega: Chloe
- Leonardo Cimino: Leo
- Jenteal: Wendy
- Sam Rockwell: la recepcionista
- Federico Castelluccio: portero
- Jamie Harris: Rogue
- Bud Cort: decorador de interiores
- Drea de Matteo: chica del club
- Dustin Diamond: él mismo
- Jennifer Esposito: chica del club
- Grandmaster Flash: DJ del spa
- Jill Nicolini: Feature
- Danny A. Abeckaser: promotor del club
- Jonathan Silverman: bachiller
- Tom Morello: padrino de boda
- Kimberley Davies: camarera

## Producción
Jon Favreau escribió Made mientras filmaba The Replacements (2000) en Baltimore. Durante el rodaje de The Replacements conoció a Faizon Love, a quien le ofreció un papel en Made. Al mismo tiempo, mientras hacía un cameo en un episodio de la segunda temporada de la serie Los Soprano, Favreau le ofreció el papel de conductor de limusina a Vincent Pastore. A excepción de Peter Falk, Sean Combs y Makenzie Vega, Favreau seleccionó para los papeles actores que ya conocía de antes. Mientras trabajaba con Famke Janssen en Love & Sex (2000), Favreau le preguntó a la actriz que personaje le gustaría interpretar, a lo que ella contestó: «Algún personaje de bajo nivel. Alguien de clase baja». Favreau entonces escribió un personaje con esas características para ella.
Sin bien el director no quería hacer una secuela de Swingers (1996) —cinta también protagonizada por Favreau y Vince Vaughn—, quería «satisfacer a la gente a la que le gustó Swingers». Se focalizó en la química entre los dos personajes principales y utilizó aspectos de las personalidades de ambos actores, exagerandolos y adaptandolos a la comedia. También usó experiencias reales que habían vivido después del éxito de Swingers, como los viajes en limusina y la estancia en hoteles.
Aunque los ejecutivos querían filmar en Toronto y algunas escenas exteriores en Nueva York, los realizadores consideraron que la filmación debía llevarse a cabo completamente en Nueva York, lo que elevó el costo de la producción. Favreau fomentó la impovisación durante el rodaje. Con la película ya terminada, a Favreau y Vaughn les surgió una idea de una última escena, por lo que aportaron parte de su sueldo para rodarla. La producción costó cinco millones de dólares.

## Recepción
Made recibió una calificación del 71 % en Rotten Tomatoes basada en 106 reseñas, con una puntuación promedio de 6,3/10. El consenso del sitio dice: «No es tan buena como Swingers, pero sigue siendo lo suficientemente ingeniosa y tonta como para reírse». La película tuvo un estreno limitado en los Estados Unidos y casi no se proyectó en el extranjero. Tuvo una recaudación mundial bruta de 5,4 millones de dólares.
Peter Bradshaw, de The Guardian, resaltó que la dinámica entre Jon Favreau y Vince Vaughn «es muy parecida a la de Swingers» y que cuando segundo actor «hace un giro cómico, puede ser muy gracioso». Nev Pierce, de BBC, escribió una reseña positiva, sin dejar de considerar Made por debajo de Swingers. Destacó el humor y los diálogos, y consideró que lo más interesante de Made «no es tanto lo que sucede sino cómo». El crítico notó que el personaje de Vaughn «pasa de ser agradablemente imbécil a ser casi insoportablemente irritante».
Peter Travers, de Rolling Stone, opinó que es «el tipo de comedia criminal que te gusta incluso cuando se vuelve cada vez más irritante». Travers argumentó que «lo que funciona es la combinación entre Favreau y Vaughn y el exitoso debut actoral de Combs». Roger Ebert, de Chicago Sun-Times, calificó el filme con tres estrellas sobre cuatro y elogió la actuación de Vaughn, comentando que su trabajo «es magistral» y que «tiene muchos de los mejores momentos y sabe exactamente qué hacer con ellos». Ebert añadió que «retoma la relación que Favreau y Vaughn tenían en Swingers y la convierte en una comedia criminal de humor seco».
Otros medios también destacaron la química entre Favreau y Vaughn. «Carece del virtuosismo visual y el ritmo vertiginoso que el director Doug Liman aportó a Swingers. Pero la química entre Vaughn y Favreau todavía estalla y el fino oído de Favreau para los diálogos cómicos no se ha debilitado», escribió Jonathan Foreman, de New York Post. El crítico señaló positivamente las actuaciones de los dos protagonistas, especialmente la de Vaughn, quien según él «logra algo realmente notable: su personaje es estúpido, egoísta y generalmente desagradable, pero de alguna manera comprensivo». Owen Gleiberman, de Entertainment Weekly, escribió que «nadie charla como Vince Vaughn».
Stephanie Zacharek, de Salon.com, también comparó Made con Swingers, pero a diferencia de otros críticos, consideró que Made es una mejor película. Mencionó que Favreau era un director «con potencial» y elogió su trabajo como escritor, diciendo que su guion «parece existir principalmente para dar a los dos actores líneas para entercambiar entre sí». Mick LaSalle, de San Francisco Chronicle, también la consideró una película «más divertida y mejor» que Swingers.
Marjorie Baumgarten, de The Austin Chronicle, escribió una reseña negativa. La crítica opinó que, aunque «con algunos momentos divertidos», «el diálogo y las escenas son miserablemente aburridos». Calificó de «mediocre» y «turbio» el trabajo del director de fotografía Christopher Doyle. Concluyó diciendo que «esto puede ser lo que se entiende por "embrutecimiento de Estados Unidos"». Jessica Winter, de The Village Voice, escribió que «la película se ve pálida y turbia».